# Emotion Engine

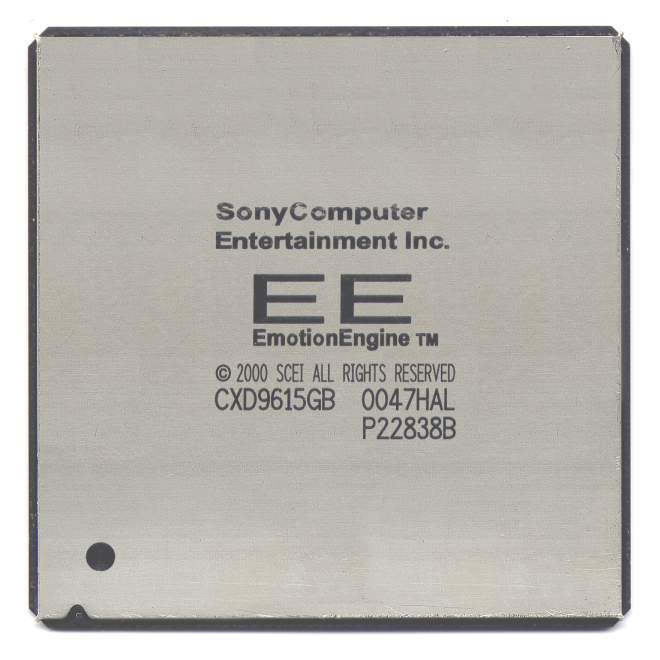
Sony Emotion Engine CPU

A Emotion Engine é uma CPU desenvolvida e fabricada pela Sony e Toshiba para uso no PlayStation 2 da Sony. Também foi usado nos primeiros modelos do PlayStation 3 vendidos no Japão e na América do Norte (Números dos modelos CECHAxx e CECHBxx) para fornecer suporte aos jogos de PlayStation 2. A produção em massa do Emotion Engine começou em 1999 e terminou no final de 2012 com a descontinuação do PlayStation 2.

## Descrição

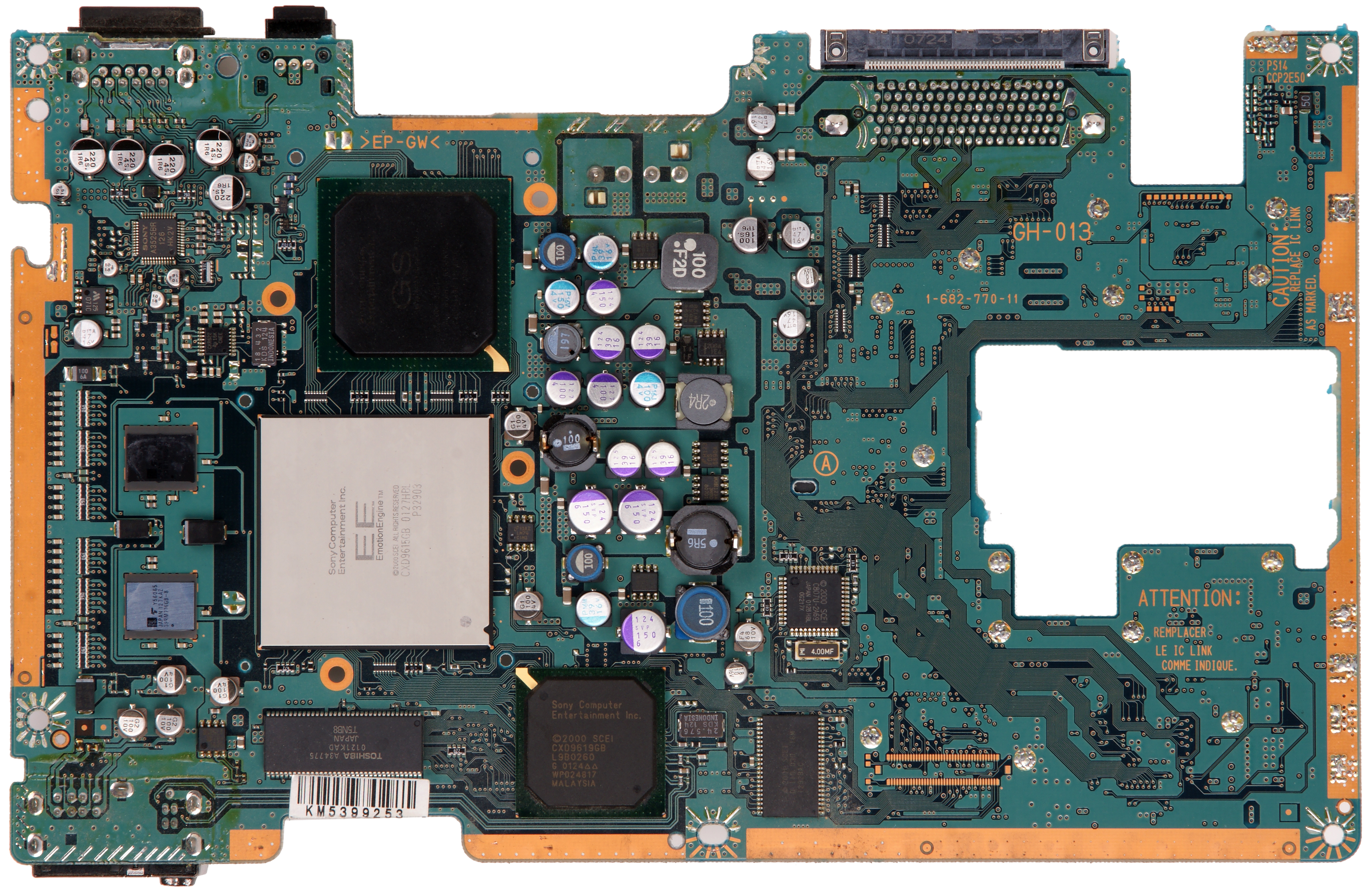
A Emotion Engine na placa-mãe do PS2

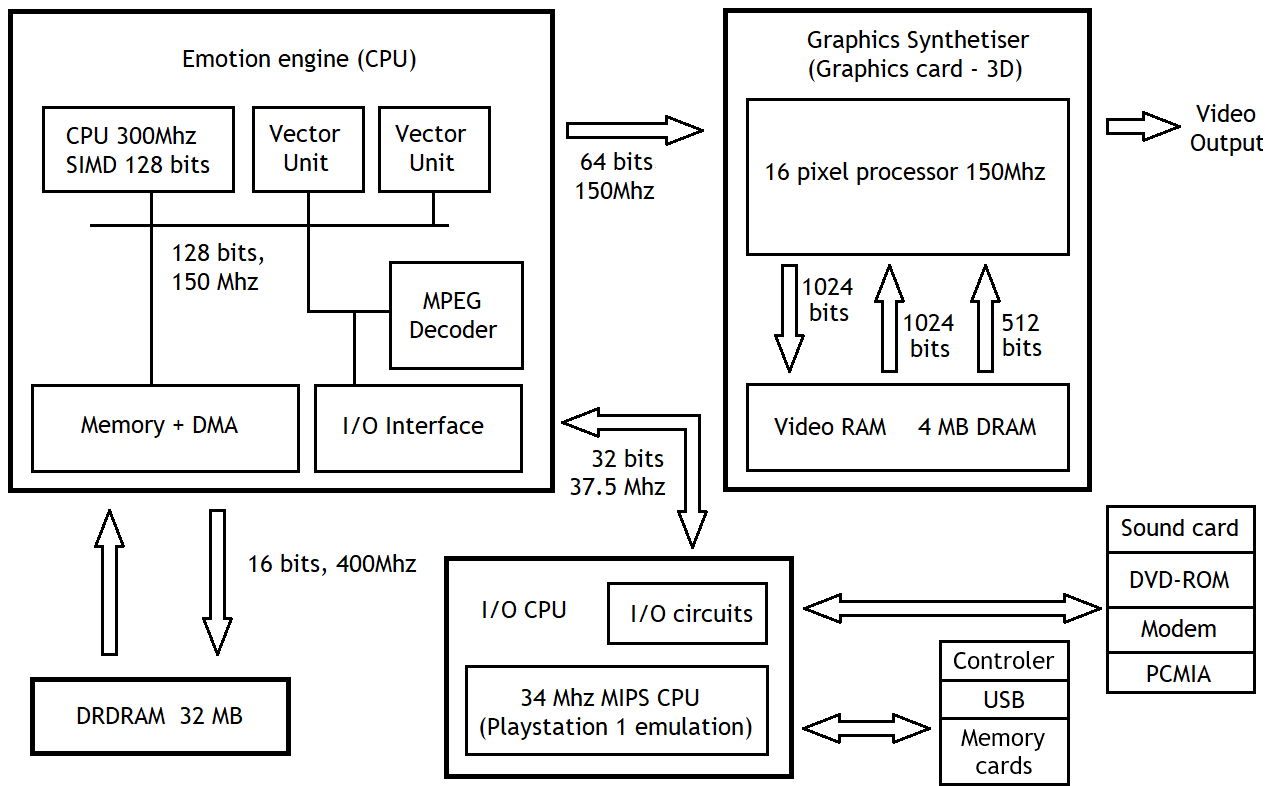
Arquitetura do Playstation 2

A Emotion Engine consiste em oito "unidades" separadas, cada uma realizando uma tarefa específica, integradas no mesmo die. Essas unidades são:  em um núcleo baseado na arquitetura MIPS, duas Vector Processing Units (VPU), uma interface gráfica (GIF), uma unidade DMA de 10 canais, um controlador de memória, uma Unidade processamento de Imagens (IPU) e uma interface de entrada e saída. Existem três interfaces: uma interface de entrada / saída para o processador de E / S, uma interface gráfica (GIF) para o sintetizador gráfico e uma interface de memória para a memória do sistema.
O núcleo da CPU está fortemente acoplado à primeira VPU, VPU0. Juntos, eles são responsáveis por executar o código do jogo e cálculos de modelagem de alto nível. A segunda VPU, VPU1, é dedicada às transformações de geometria e iluminação e opera de forma independente, paralelamente ao núcleo da CPU, controlado por microcódigo. VPU0, quando não utilizada, também pode ser usada para transformações de geometria. As display lists geradas por CPU / VPU0 e VPU1 são enviadas ao GIF, que as prioriza antes de despachá-las para o Sintetizador de Gráficos para renderização.

O PS2 é o primeiro produto comercial conhecido a usar FRAM. O Emotion Engine contém uma FRAM integrado de 32 kb (4 kB) fabricado pela Toshiba. Ela foi fabricada usando um processo CMOS de 500 nm.

## Performance teórica
- Ponto flutuante: 6,2 bilhões de operações de ponto flutuante precisão simples (32 bit) por segundo
- Transformações de perspectiva: 66 milhões de polígonos por segundo
- Com iluminação e fog: 36 milhões de polígonos por segundo
- Bezier surface patches: 16 milhões de polígonos por segundo
- Descompressão de imagens: 150 milhões de pixels por segundo